# Ebertstrasse
Ebertstrasse (tysk stavning: Ebertstraße) är en gata i Berlin, Tyskland, uppkallad efter politikern Friedrich Ebert. Gatan sträcker sig i en någorlunda nord-sydlig linje, från Brandenburger Tor till Potsdamer Platz, i de central delarna av staden.
Om man går söderut längs gatan har man Tiergarten, en stor skogsliknande park, till höger och USA:s ambassad på vänster sida. I närheten finns också minnesmärket Denkmal für die ermordeten Juden Europas över de judar som mördades i Europa under andra världskriget. Bakom monumentet siktas Ministergarten, trädgården till Tysklands tidigare utrikesministerium.
Längre fram, vid hörnet av Lennéstraße utbreder sig Berlins nöjeskvarter på höger sida. Gatan sträcker sig längs dessa kvarter fram till Potsdamer Platz.